# Fermín IV
Fermín IV Caballero Elizondo (Monterrey, Nuevo León; 22 de diciembre de 1974)conocido como Fermín IV, es un rapero y pastor evangélico mexicano,uno de los mayores referentes del hip hop latinoamericano.Formó parte del extinto grupo del hip hop mexicano Control Machete.Fue uno de los artistas principales del movimiento de los 90's conocido como Avanzada regia.
Como integrante de Control Machete, obtuvo en el año 2000 una nominación al premio Grammy Latino por «Sí señor» como Mejor canción rock, una certificación platino de la RIAA por el álbum Mucho barato,  y, posteriormente como solista, ha sido ganador en dos ocasiones de los premios Arpa de 2003 y 2018 como Mejor álbum urbano. 

## Biografía
Fermín IV Caballero Elizondo nació el 22 de diciembre de 1974 en la ciudad de Monterrey, Nuevo León. A diferencia de los demás raperos, él vino de una familia económicamente estable, estudiaba medicina en la Universidad de Monterrey antes de convertirse en rapero.
A principios de los noventa empezó una banda de rock local llamada Prófuga del Metate.
En sus inicios comenzó a tener contacto con el rap a través de su amigo Enrique Molina, bajo su nombre artístico DJ Perk, que tenía un grupo de rap de break en Nuevo Laredo, Tamaulipas. Fermín tenía otro nombre dentro del rap: MC Caballero. DJ Perk le prestaba sus casetes, desde ahí empezó a escuchar a más exponentes del rap tales como House of Pain, Busta Rhymes y Mystikal. Fermín siempre escuchaba rap, rock, corridos, norteña, entre otros géneros musicales, pero hasta que conoció a DJ Perk fue que empezó a tener un acercamiento al rap en específico, era el único amigo que conocía que sabía más del género y que formaba parte de la comunidad del hip hop.
También conoció Toy Selectah (también conocido como DJ Toy Kenobi), que estaba experimentando con la caja de ritmos y los samples que son los instrumentos más comunes en el hiphop, y se interesó en hacer rap de manera seria.

## Influencias y estilo musical
| «Por Cypress Hill empecé a rapear». —Fermín IV. |

En entrevistas ha mencionado sus influencias musicales que escuchaba diferentes géneros musicales por bandas de rock como The Beatles, bandas del death metal como Sepultura y Morbid Angel, artistas de los corridos y las norteñas como Los Invasores de Nuevo León y Ramón Ayala y en el rap escuchaba The Beastie Boys, Wu Tang Clan, House of Pain, Onyx, Mobb Deep, Mos Def, Talib Kweli, Busta Rhymes, Mystikal, DJ Magic Mike, 2 Live Crew y especialmente Cypress Hill, quien lo considera como sus principales ídolos para hacer rap con quien posteriormente grabaría el tema «Siempre peligroso» en el álbum compilado Los grandes éxitos en español en 1999, mismo que se convirtió de inmediato en un éxito en América Latina. Es la colaboración más reconocida dentro de la escena del rap mexicano que muchos lo recuerdan con nostalgia y hechos. Se considera un rapero muy abierto en escuchar otros géneros, no es como los raperos puristas que solo escuchan un solo género.
Su estilo musical se caracteriza por su voz grave agresiva con rimas cristianas y de conciencia. Anteriormente con Control Machete su estilo era rapcore por la voz rasposa y agresiva que reflejaba en sus canciones tomando elementos de The Beastie Boys por mezclar el rap con rock, Busta Rhymes, Everlast, Onyx y Mystikal por sus flows y tonos de voz hardcore por temas como «El son divino» en la parte de su verso «inhala, todo empieza de nada, como si tuvieras un kilo de ensalada, prendes, enciendes, pasa la corriente, pa ver que ocurre acá en mi mente», «Ileso», «Sí señor», «¿Comprendes, Mendes?» y «Artillería pesada» como ejemplos.
Fermín IV se considera más como un artista que como rapero, ya que no tenía raíces del hip hop, tocaba las guitarras con su antigua banda La Profuga del Metate a principios de los 90's.
Mismo Fermín se consideraba que su estilo era muy extraño ya que mezclaba el rock con letras explícitas como el rap, letras absurdas y humor negro. 
Fermín había rapeado antes de que existiera Control Machete, solo que a diferencia que era con una banda totalmente de rock con instrumentos reales. En 1995 vio a Toy Selectah haciendo beats y Fermín sin pensarlo, se ánimo a escribir sus rimas en un beat de rap, así fue donde se originó la fusión del rock y el rap.

## Con Control Machete

### Inicios
En 1995, Toy Selectah formó Control Machete juntando en el grupo a Fermín IV y Pato Machete formando parte de este trío, en 1996 lanzan su primer disco llamado Mucho barato, donde destacan temas como «Así son mis días», «Humanos mexicanos», «Andamos armados» y «¿Comprendes, Mendes?» que fue el tema que se dieron a conocer del grupo que a través del canal MTV transmitía el vídeo oficial, siendo hasta la fecha el tema más exitoso dentro del álbum con 110 000 000 de oyentes en Spotify actualmente. En 1997, empezaban hacer giras masivas de Mucho barato por primera vez en países como los Estados Unidos, Chile, la Argentina, Colombia, Puerto Rico, el Perú, Venezuela, el Ecuador, Alemania y España que compartieron escenario en el concierto de rap en español del Festimad junto con Delinquent Habits y Rahzel del grupo The Roots como exponentes internacionales y de grupos y de raperos locales como los Violadores del Verso, 7 Notas 7 Colores, Frank T, el Club de los Poetas Violentos, Geronación, los Verdaderos Kreyentes de la Religión, La Puta Opepé, Jazz Two, Namaste, Kraze Negroze y Alma Vacía. Luego lanzaron su segundo álbum Artillería pesada presenta...,  álbum que tuvo éxitos como «Artillería pesada», «Ileso», y el sencillo «Sí, señor», tema nominado a Mejor canción de rock en los Premios Grammy Latinos de 2000. 

### Salida
Fermín abandonó el grupo en el año 2000, siendo su última participación en el tema «De perros amores», banda sonora de la película nominada a los premios Óscar, Amores perros, para continuar su carrera solista con su disco Boomerang,  que contiene el tema «004», utilizado en la película XXX)  y ganó dos premios Arpa, uno a Mejor diseño artístico y otro a Mejor álbum de rock o alternativo. Luego de su etapa con Control Machete, compartió escenario con artistas como U2, Eminem y David Bowie, realizando sus extensas giras por América y Europa. 

## Inicios en el cristianismo
En 2001 se hace cristiano protestante y orienta su música a colaborar con artistas dentro de su iglesia evangélica, para posteriormente lanzar dos álbumes de estudio: Semilla de mostaza presenta en 2001 y Gracias en 2003, y un álbum en vivo titulado Concierto en vivo desde Monterrey en 2003. Se convirtió en pastor en 2006.
Posteriormente lanzaría varias producciones, la primera sería un álbum en vivo titulado Fermín IV en vivo en 2004, un álbum de estudio llamado Los que trastornan al mundo en 2005, así como un álbum de varios artistas titulado Hiphop por la vida y un álbum recopilatorio llamado Dúos con, ambos en 2008. 

## El regreso a la música en 2014
Después de varios años que ya no sacaba éxitos en la música, Fermín IV regresó en 2014 con un extended play llamado Y mi vida comenzó, donde el tema «No podría estar mejor» fue el sencillo de ese álbum más exitoso de cuatro canciones.  

## 2017-presente
En 2017 firmó con el sello Sony Music.   En agosto de 2017, Fermín IV lanzó su segundo extended play titulado Odio/Amor,  con el sencillo «Fácil»,  que marcó su regreso a los estudios de grabación.  Con este disco volvió a ser ganador de un reconocimiento en los premios Arpa. 
En 2018, Fermín IV estaba lanzando sencillos con grandes colaboraciones: «Deseos» y «Valentía» con Akil Ammar, siendo canciones para su tercer álbum de estudio IV, que luego sería promocionado como Laberinto,  y finalmente lanzado bajo el nombre Decisiones. 
En 2023, Dharius lo invitó en su sencillo «La misión 3» junto con C-Kan, fue su primer tema que Fermín IV experimentó con el género musical mexicano de corridos tumbados. Fue producido por Mauricio Garza, productor de Dharius que ha producido desde que estaba con Cartel de Santa en sus primeros cuatro álbumes, y actualmente continúa involucrándose en producir sus álbumes como solista, tales como Directo hasta arriba, Mala fama, buena vidha y Cuando todo acaba. El detrás de la colaboración entre pioneros regiomontanos del rap empezó desde que Dharius vio a Fermín IV en las oficinas de Sony Music cuanda andaba promocionando su segundo disco Mala fama, buena vidha en 2018, de repente escuchó la voz de Fermín grabando sus temas, pues también estaba promocionando su segundo extended play Odio/Amor, Dharius se le hacía muy curioso de quién era, le preguntó a los empleados del sello, de ahí se vieron de frente después de diecinueve años sin verlos juntos.
Al final si se dio la colaboración de ambos raperos de Monterrey, exintegrantes de los grupos de rap mexicano más comerciales y reconocidos que hasta la fecha son grupos atemporales. 
En 2021, Dharius estaba transmitiendo un en vivo en su cuenta de Instagram en su estudio de El Clan Records, interactuando con sus seguidores haciéndole preguntas y saludos, su fanaticada le preguntó que si va hacer una colaboración con Fermín IV, respondió lo siguiente:

“Si lo cotorreo con Fermín lo conozco desde hace veinte años, de hecho, yo a los quince años entre a la Artillería Pesada ya cuando él ya no estaba con la Artillería, el empezo el crew y después ya se retiró, se fue hacer otro rollo, no sé como estuvo el rollo pero él ya no estaba en la Artillería cuando yo estaba, yo estaba con el Maigaz, el Piochaz de la Flor de Lingo, con el Javu de Los Bastardoz y con el Babo, estuve en la Artillería Pesada y grabamos un disco y todo pero nunca salió, y lo cotorreo al Fermín desde chavito digo, lo vi dos o tres veces de chavo y lo cotorreaba y ahora hace poquito en el 2018 creo cuando salió Mala fama, buena vidha, anduve en promoción en Sony, estuvimos ahí una semana de promoción en el D. F., estaba un día en las oficinas de Sony de ahí empezaba a oír que había un rap chido que se escuchaba algo chido en español, y dije: “Ay, ch*nga*s, quién puede ser verdad”, y ya pregunté; “¿Quién está cantando ahí o qué?”. Y ya me dijeron que es el Fermín, que estaba grabando sus nuevas rolas y ahí anda haciendo promoción también y ya le dije de volada a las que me traían de Sony, pues háblale al Fermín y dígale que lo quiero saludar y cotorrear ya tenía años de no verlo».

“El fue uno de los que comenzo con este rollo aqui en México, y pues yo siempre lo admire y lo respete, nos llevamos bien, nos tomamos una foto, pues yo creo que a lo mejor si buscamos un tema en comun que podamos hacer porque el ya hace temas cristianos, si hubiera un tema en comun creo que si se puede hacer un featuring digo, el tambien a la mejor.... no se digo porque canto cosas muy bizarras, no se pero a mi si me gustaría la verdad.”

## Discografía

### Con Control Machete
- Mucho barato (1996) [álbum de estudio]
- Artillería pesada presenta... (1999) [Álbum de estudio]
- Solo para fanáticos (2002) [Álbum recopilatorio]

### Como solista
- Boomerang (2002) [Álbum de estudio]
- Fermín IV en vivo (2004) [Álbum en vivo]
- Los que Trastornan al Mundo (2005) [Álbum de estudio]
- Fermin IV presenta: están por alcanzarte / Hiphop por la vida (2008) [Álbum de Varios Artistas]
- Dúos con (2008) [Álbum recopilatorio]
- Y mi vida comenzó (2014) [álbum EP]
- Odio/Amor (2017) [álbum EP]
- Decisiones (2019) [Álbum de estudio]
- Ya puedes sonreír (2022) [EP]
- Ya lo vez (2024) [EP]